# Ortolanvorkommen Silz-Haiming-Stams
Ortolanvorkommen Silz-Haiming-Stams este o arie protejată (arie de protecție specială avifaunistică — SPA) din Austria întinsă pe o suprafață de 378,7 ha, integral pe uscat.

## Localizare
Centrul sitului Ortolanvorkommen Silz-Haiming-Stams este situat la coordonatele 47°15′39″N 10°55′13″E / 47.2608°N 10.9203°E.

## Înființare
Situl Ortolanvorkommen Silz-Haiming-Stams a fost declarat arie de protecție specială avifaunistică în ianuarie 2004 pentru a proteja 4 specii de animale.

## Biodiversitate
Situată în ecoregiunea alpină, aria protejată nu include niciun habitat protejat.
La baza desemnării sitului se află mai multe specii protejate de  păsări (4): ciocârlie-de-câmp (Alauda arvensis), prepeliță (Coturnix coturnix), presură de grădină (Emberiza hortulana), mărăcinar (Saxicola rubetra).